# Sambucus racemosa subsp. pubens
Sous-espèce
Synonymes
Sambucus callicarpa Greene
Classification APG III (2009)
Sambucus racemosa subsp. pubens (= Sambucus callicarpa Greene) est un arbre ornemental de la famille des Adoxaceae.
Il est également appelé « Sureau rouge du Pacifique » ou « Sureau à grappes nord-américain », néanmoins, ces noms peuvent être donné à d'autres (sous-)espèces.